# Lucinda Redmon Orear
Lucinda Redmon Orear (St. Charles (Missouri), 1832 - ) foi uma pintora norte-americana.

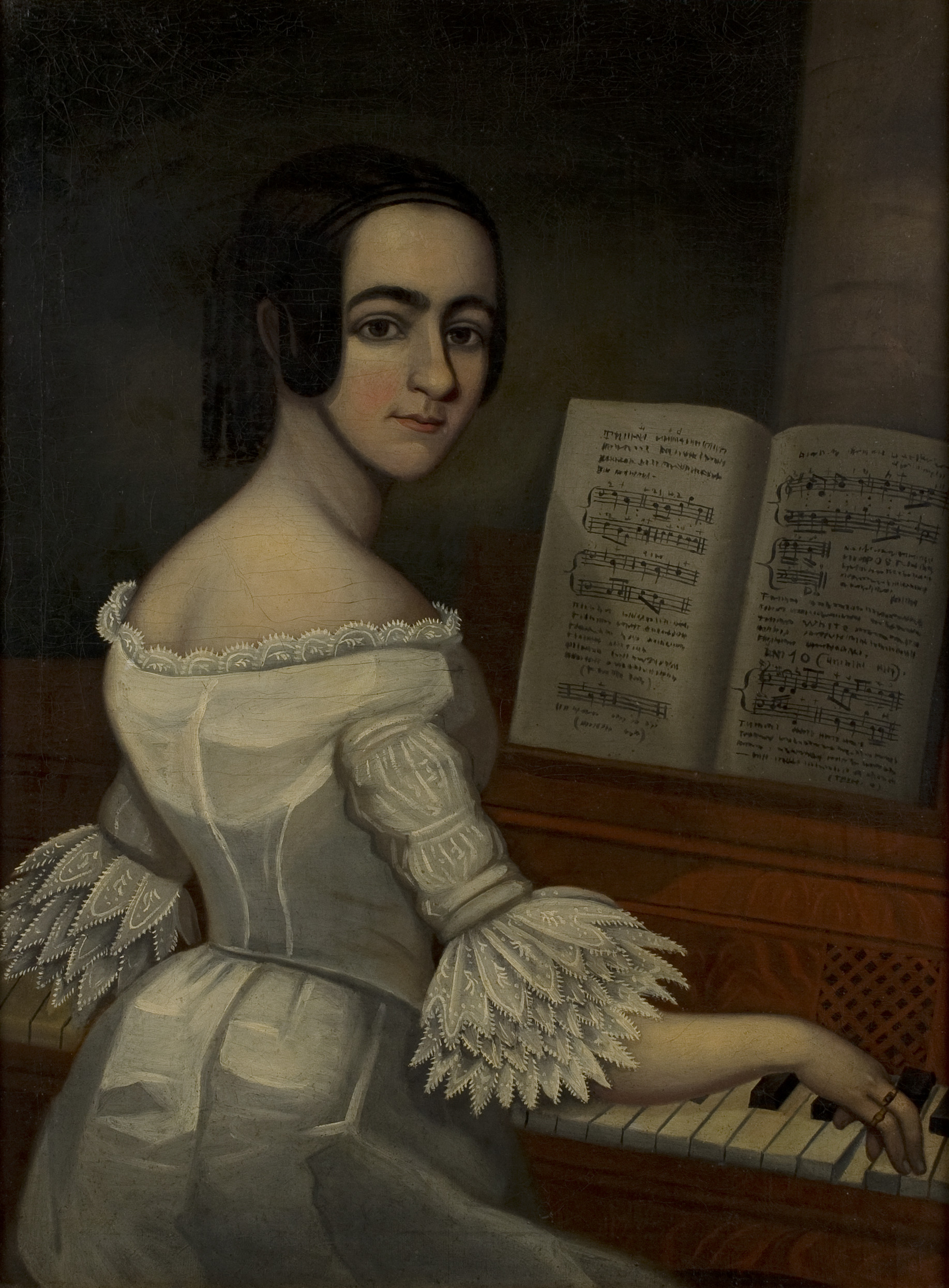
Lucinda Redmon Orear - Autorretrato - Saint Louis Art Museum